# Protegidos da Princesa Isabel
Sociedade Beneficente Cultural Filantrópica Protegidos da Princesa Isabel é uma escola de samba da cidade de Novo Hamburgo no Rio Grande do Sul. Atualmente, participa dos desfiles do Carnaval de Porto Alegre.

## História
A Protegidos da Princesa Isabel foi fundada em 15 de novembro de 1969. Suas cores são o verde, o vermelho e o branco. Sua história está ligada diretamente a família Flores que está na escola desde o início, representada na figura de seu ex-presidente Sebastião Flores que ocupou o cargo de presidente desde sua fundação. A escola já conquistou 24 títulos ao longo de sua história.
A primeira participação no Carnaval de Porto Alegre ocorreu em 1993, quando a escola apresentou o enredo: "Terra, planeta das maravilhas". O tema tratava das riquezas naturais da Terra e fazia um apelo em favor da ecologia.
No ano de 1994 a escola fez um relato de sua história, lembrando os desfiles desde sua fundação. O título era: "Do morro ao asfalto, a Protegidos encanta". Porém devido aos muitos problemas ocorridos durante o desfile a escola ficou na última posição e foi rebaixada ao grupo de acesso.
A Protegidos retorna ao grupo Intermediário-B em 1996 e faz uma exaltação a bandeira brasileira com o enredo: "Brasil, tua bandeira colorida". Fica em 4º lugar.
Em 1997 novamente a escola volta a enfrentar problemas no desfile e é desclassificada e retorna para o grupo de acesso.
A volta para o grupo Intermediário-B ocorre em 1999 depois do 2º lugar no acesso do ano anterior. Se apresenta contando a história da dança e alcança o terceiro lugar.
"Essa terra já tinha dono", foi o enredo de 2000. Contava a história do descobrimento do Brasil que era habitado pelos índios.
No ano de 2001 a escola ficou em segundo lugar no Intermediário-B com o enredo: "O céu não é o limite".
Apresentando o enredo "Lenda da explosão das cores" a escola é campeã de 2002 no Intermediário-B.
Em sua primeira participação no Intermediário-A a escola terminou o carnaval em 4º lugar, falando do mais temível dos animais: O homem.
Nos anos de 2004, 2005 e 2006 a escola ficou em posições intermediárias no grupo-A.
Com a modificação da divisão das categorias do carnaval de Porto Alegre o terceiro lugar obtido na Categoria-A em 2006, permitiu a Protegidos participar do desfile principal da capital gaúcha.
Falando sobre o Budismo a escola ficou em décimo lugar na categoria especial em 2007.
No ano de 2008 contou a história mágica do Cirque du Soleil e terminou o carnaval em oitavo lugar.
A escola foi campeã de sua cidade nos anos de 2000, 2002, 2006, 2007, 2008 e 2009.
Em 9 de junho de 2008, após 38 anos a frente da escola Sebastião Flores deixou a presidência da escola; passando o cargo em eleição de chapa única a Gélson Carlos Kohn.

No ano de 2009 a escola apresentou o enredo: Dentre todos os medos, todas as fobias, a Protegidos pergunta: Qual é a sua? que tratava do medo em suas mais diferentes formas, no desfile de Porto Alegre ficou na nona colocação e em sua cidade foi campeã. Para o carnaval de 2010 presta uma homenagem a sua cidade e sua própria história, além disto trocou o símbolo da entidade que durante anos foi a Princesa Isabel passando a utilizar uma bateria como uma homenagem ao conjunto de ritmistas da própria escola.

## Segmentos

### Presidentes
| Nome                       | Mandato           | Ref.   |
| -------------------------- | ----------------- | ------ |
| Sebastião Flores "Tião"    | 1969 - 2008       | [ 15 ] |
| Gélson Carlos Kohn "Geada" | 2009-2012         | [ 16 ] |
| Ivan César Nascimento      | 2013              | [ 17 ] |
| Lana Flores                | 2020 - atualidade | [ 18 ] |

### Diretores
| Ano  | Diretor de Carnaval               | Diretor de harmonia | Mestre de bateria        | Ref.   |
| ---- | --------------------------------- | ------------------- | ------------------------ | ------ |
| 2007 |                                   |                     | Jean Marcelo             | [ 19 ] |
| 2010 |                                   | Nego Izolino        | Leonardo                 | [ 20 ] |
| 2012 | Marcelo Demetrio                  |                     | Jean Marcelo             | [ 21 ] |
| 2020 | Toninho Dutra e Zezinho Mancha    |                     |                          | [ 22 ] |
| 2022 | Diego Bodão                       | Cristiano Oliveira  | Mestre Gabriel de Paula  | [ 23 ] |
| 2023 | Diego Bodão, Litty e Amilton      | Lú Astral           | Mestre Gabriel de Paula  | [ 18 ] |
| 2024 |                                   |                     | Mestre Roberto Rodrigues | [ 24 ] |
| 2025 | Cristiano Oliveira                | Lú Astral           | Mestre Gabriel de Paula  | [ 25 ] |
| 2026 | Wagner Amaral e Renan Silva Neves | Lucas Silveira      | Mestre Deivis Tigre      |        |

### Casal de Mestre-sala e Porta-bandeira
| Ano        | Nome                              | Ref.   |
| ---------- | --------------------------------- | ------ |
| 2007       | Odair e Cintia                    | [ 26 ] |
| 2010       | Caio e Simone                     | [ 16 ] |
| 2013       | Chucha e Hélida Freitas           | [ 17 ] |
| 2020       | Eduardo Yohaness e Suellen Garcia | [ 22 ] |
| 2022-2023  | Paulo Regis e Fran                | [ 18 ] |
| 2024-Atual | Renan Nunes e Simone Ribeiro      | [ 24 ] |

## Carnavais
| Ano                                                       | Colocação       | Grupo           | Enredo                                                                                             | Carnavalesco                          | Intérprete    | Ref.                        |
| --------------------------------------------------------- | --------------- | --------------- | -------------------------------------------------------------------------------------------------- | ------------------------------------- | ------------- | --------------------------- |
| 1993                                                      | 4.º lugar       | II              | Terra, planeta das maravilhas.                                                                     | João Gilberto Nunes                   |               | [ 6 ] [ 27 ]                |
| 1994                                                      | 8.º lugar       | II              | Do morro ao asfalto, a Protegidos encanta.                                                         | Carlos Leão                           |               | [ 6 ] [ 27 ]                |
| 1995                                                      | Vice-campeã     | II              | Paz Universal                                                                                      |                                       |               | [ 28 ]                      |
| 1996                                                      | 5.º lugar       | Intermediário-B | Brasil, tua bandeira colorida                                                                      | Paulo da Silva                        |               | [ 6 ]                       |
| 1997                                                      | Desclassificada | Intermediário-B | Do delírio das festas, fevereiro é a glória do carnaval.                                           |                                       |               | [ 6 ] [ 27 ]                |
| 1998                                                      | Vice-campeã     | Acesso          | Voa feliz passarinho                                                                               |                                       |               | [ 28 ]                      |
| 1999                                                      | 3.º lugar       | Intermediário-B | Dança, Arte e expressão de um povo. (A magia da dança)                                             | Maurício Schulsen                     |               | [ 6 ] [ 27 ]                |
| 2000                                                      | Vice-campeã     | Intermediário-B | Essa terra já tinha dono.                                                                          | Lana Flores, Gelson Kohn e João Neves | Lú Astral     | [ 4 ] [ 27 ] [ 29 ]         |
| 2001                                                      | Vice-campeã     | Intermediário-B | O céu não é o limite.                                                                              |                                       | Lú Astral     | [ 27 ] [ 30 ]               |
| 2002                                                      | Campeã          | Intermediário-B | A Lenda da explosão das cores.                                                                     | Lana Flores                           | Lú Astral     | [ 27 ] [ 31 ]               |
| 2003                                                      | 4.º lugar       | Intermediário-A | De todas as criaturas, o homem é a mais terrível.                                                  |                                       | Lú Astral     | [ 27 ] [ 32 ]               |
| 2004                                                      | 5.º lugar       | A               | A Protegidos faz Cinema e traz à passarela toda magia da Sétima Arte                               | Silvio de Oliveira                    | Césinha       | [ 27 ] [ 33 ]               |
| 2005                                                      | 4.º lugar       | A               | O Céu é o meu Teto, a Terra é minha Pátria e a Liberdade minha Religião Cigana.                    |                                       | Anderson Luiz | [ 27 ] [ 34 ]               |
| 2006                                                      | 3.º lugar       | A               | Viagem ao futuro.                                                                                  |                                       | Césinha       | [ 27 ] [ 35 ]               |
| 2007                                                      | 10.º lugar      | Especial        | Budismo...O caminho da iluminação.                                                                 | Lana Flores                           | Lú Astral     | [ 27 ] [ 36 ] [ 37 ]        |
| 2008                                                      | 8.º lugar       | Especial        | A Protegidos Reinventa os Espetáculos do Cirque du Soleil.                                         | Fábio Ferreira                        | Lú Astral     | [ 27 ] [ 38 ]               |
| 2009                                                      | 9.º lugar       | Especial        | Dentre todos os medos, todas as fobias, a Protegidos pergunta: Qual é a sua?                       | Fábio Ferreira                        | Lú Astral     | [ 39 ] [ 40 ] [ 41 ]        |
| 2010                                                      | 13.º lugar      | Especial        | Novo Hamburgo e Protegidos - Duas paixões.                                                         | Israel Ávila e Lana Flores            | Césinha       | [ 3 ] [ 42 ]                |
| 2011                                                      | Campeã          | A               | São João acende a fogueira da minha paixão (magia, mística, folclore e ancestralidade do Nordeste) | Lana Flores                           | Fábio Ananias | [ 43 ] [ 44 ]               |
| 2012                                                      | 10.º lugar      | Especial        | Das Trevas a luz...seguimos Protegidos rumo ao Paraíso.                                            | Ricardo Paulino e Lana Flores         | Fábio Ananias | [ 45 ] [ 46 ] [ 47 ] [ 48 ] |
| 2013                                                      | 5.º lugar       | A               | Nem sorte, nem azar: 2013 é 13! Protegidos na cabeça.                                              | Ricardo Paulino                       | Anderson Luis | [ 17 ] [ 49 ] [ 50 ]        |
| 2014                                                      | 6.º lugar       | A               | E o amanhã, como será?                                                                             | Daniel Neto                           | Anderson Luis | [ 51 ] [ 52 ] [ 53 ]        |
| 2015                                                      | Vice-campeã     | Acesso          | Quem disse que não falei de flores!                                                                |                                       | Leandro SB    | [ 54 ] [ 55 ] [ 56 ]        |
| 2016                                                      | 7.º lugar       | Grupão          | Sou Rei, Sou Plebeu, Sou Protegidos                                                                |                                       | Dodô Ananias  | [ 57 ] [ 58 ] [ 59 ] [ 60 ] |
| As escolas da Série Bronze não desfilaram de 2017 a 2019. |                 |                 | |                                       |               |                             |
| 2020                                                      | Vice-campeã     | Série Bronze    | Protegidos 50 Anos - 'Morro' de Amores e Saudades                                                  |                                       | Wandynhu      | [ 62 ] [ 63 ] [ 64 ]        |
| Desfile cancelado em 2021.                                |                 |                 | |                                       |               |                             |
| 2022                                                      | Vice-campeã     | Série Bronze    | Tem um Triângulo Amoroso na Tricolor: Arlequim, Colombina e Pierrot                                | Rogerio Douglas                       | Wandynhu      | [ 66 ] [ 67 ]               |
| 2023                                                      | 4.º lugar       | Série Prata     | Vigiai e Orai, em Qualquer Brecha o Pecado faz a Festa                                             | Rogério Douglas                       | Wandynhu      | [ 18 ] [ 68 ]               |
| 2024                                                      | 6.º lugar       | Série Prata     | Sou das Águas do Mar                                                                               | Rogério Douglas                       | Wandynhu      | [ 24 ] [ 69 ]               |
| 2025                                                      | Vice-Campeã     | Série Prata     | A Protegidos Toda Zen. Budismo, o Caminho para a Iluminação.                                       | Rogério Douglas e Zette Flores        | Wandynhu      | [ 25 ] [ 70 ]               |
| 2026                                                      |                 | Série Prata     | A Alquimia da Existência – Protegidos pela Magia dos Quatro Elementos.                             | Rogério Douglas e Rafael Saraiva      | Dodô Ananias  | [ 71 ]                      |

## Títulos
| Títulos em Porto Alegre | Títulos em Porto Alegre              | Títulos em Porto Alegre | Títulos em Porto Alegre |
| ----------------------- | ------------------------------------ | ----------------------- | ----------------------- |
| Grupo                   | Grupo                                | Títulos                 | Anos                    |
|                         | Grupo A (Atual Série Prata)          | 1                       | 2011                    |
|                         | Intermediário-B (Atual Série Bronze) | 1                       | 2002                    |

| Títulos em Outras Cidades | Títulos em Outras Cidades | Títulos em Outras Cidades | Títulos em Outras Cidades                                                                                        |
| ------------------------- | ------------------------- | ------------------------- | --- |
| Cidade                    | Cidade                    | Títulos                   | Anos |
|                           | Novo Hamburgo             | 19                        | 1975, 1977, 1982, 1983, 1984, 1985, 1986, 1987, 1988, 1989, 1992, 1993, 1995, 2000, 2002, 2006, 2007, 2008, 2009 |
|                           | Gravataí                  | 1                         | 2004 |

## Prêmios
Troféu Destaque em Novo Hamburgo
- 2012: Fantasia, porta-estandarte e harmonia.[73]

Estandarte de Ouro em Porto Alegre
Grupo Especial
- 2012: 2ª porta-estandarte.[74]

Grupão
- 2016: Velha guarda.[75]